# Piccole cose meravigliose (libro)
Piccole cose meravigliose è un libro del 2012 sulla vita e sull'amore della scrittrice americana Cheryl Strayed. È una raccolta di lettere che l'autrice riceve e alle quali risponde attraverso la ricerca delle risposte nella propria esperienza di vita.
Il libro è stato pubblicato da Vintage Books e ha debuttato al numero 5 dei best seller nella categoria consulenza del New York Times.

## Trama
La strada per arrivare ad avere la vita attuale, per Cheryl, è stata lunga. Una serie di anni burrascosi e pieni di episodi drammatici, come la perdita della madre a soli venti anni, l'hanno portata attraverso una serie di esperienze alla sua vita attuale. Attraverso questo libro Cheryl racconta il suo dolore: vive e attraversa ogni sua esperienza di vita fino all'ultimo confine, accogliendo senza rinnegare tante piccole cose meravigliose.
Parla a tutti coloro che si rivolgono a lei per chiederle consiglio, offrendo piccoli ma significanti rimedi ai dolori e al caos della vita. Sono pagine piene di comprensione e umanità, di umorismo e calore.

## Adattamenti
Il libro è stato adattato come opera teatrale e presentato il 15 novembre 2016 da Nia Vardalos, insieme a Thomas Kail e Marshall Heyman.
Nel giugno 2022 Hulu ha commissionato una miniserie televisiva adattamento del libro distribuita sulla piattaforma il 7 aprile 2023.

## Edizioni
- 2012: Cheryl Strayed, Tiny Beautiful Things: Advice on Love and Life from Dear Sugar, 1ª ed., Vintage Books, 2012,  p. 368, ISBN 978-0307949332.
- 2014: Cheryl Strayed, Piccole cose meravigliose, Milano, Piemme,  p. 363, ISBN 9788856631838.